# 正亀慶介
正亀 慶介（まさかめ けいすけ、1929年（昭和3年）9月 - 2019年（令和元年）7月6日）は、日本の法学者。専門は商法。神戸商科大学名誉教授。

## 来歴
1929年9月、神戸市兵庫区に生まれる。1950年、兵庫県立兵庫高等学校卒業。1954年、神戸大学法学部卒業。1956年、神戸大学大学院法学研究科修士課程修了。1961年、同大学院法学研究科博士課程単位取得満期退学。
同年4月、神戸大学法学部助手。1965年、佐賀大学文理学部講師、1966年、同助教授。1968年、神戸商科大学商経学部助教授、1971年、同教授。1988年、兵庫県から永年勤続表彰を受ける。1993年、福井県立大学経済学部教授、神戸商科大学名誉教授。1999年、労働省から労働行政功労者表彰を受ける。2000年、福井県立大学を定年退職。2009年、瑞宝中綬章受章。
神戸大学、神戸商科大学、佐賀大学、福井県立大学、関西大学などで教鞭をとった。

## 著作
- 『入門銀行取引法講座 第3 貸付』河本一郎共著 金融財政事情研究会
- 「法人格の否認」ジュリスト456号『ドイツ判例百選』
- 『社債法の改正』判例タイムズ839号
- 『西独における大株主の議決権の制限』商事897号
- 『昭和44年度重要判例解説』ジュリスト456号
- 『ドイツ株式法邦訳』神戸法学雑誌15巻
- 『取締役会における特別利害関係人の範囲と取り扱い』北沢正啓 編『商法の争点[第二版]』
- 『法学』学術図書出版社（古林稔との共著）
- 『会計監査人の民事・刑事責任』税経セミナー18巻14号
- 『西ドイツにおける寄託議決権』民商法雑誌60巻3号
- 『西ドイツにおける株主総会の運営』商事法務540号
- 『合併契約書について』六甲台論集2巻4号
- 『法律政策的問題としての人的な有限会社』神戸法学雑誌
- 『会社設立の法律入門』有斐閣
- 『正亀慶介教授の人と学問』商大論集
- 『斎藤修、正亀慶介教授の人と学問』商大論集